# André Leroi-Gourhan
André Leroi-Gourhan (Parigi, 25 agosto 1911 – Parigi, 19 febbraio 1986) è stato un etnologo, archeologo e antropologo francese, oltre ad essere ricercatore di prima classe del CNRS, professore ordinario di etnologia e preistoria in varie università, tra cui quella di Lione, di Parigi (la Sorbona) e il Collège de France, dove sostituì l'Abate Breuil come professore di preistoria tra il 1969 e il 1982.

## Biografia
Quando era bambino, suo nonno lo portava a passeggiare nel Museo Nazionale di storia Naturale e nel Giardino Botanico di Parigi. Nel bosco di Fontainebleau alla ricerca di funghi, insetti e qualunque cosa risvegliasse la sua curiosità. Gli piaceva vedere i fossili degli animali e degli uomini delle caverne e leggere su quell'argomento. Un libro di Marcellin Boule, che gli regalò la sua madrina: "Gli uomini fossili", è stato decisivo per lui. Fu discepolo di Marcel Granet, e quindi di Marcel Mauss, questi lo portò a discutere la tesi di dottorato dedicata all'Archeologia del Nord Pacifico, studiò ulteriormente ottenendo il diploma della Scuola Nazionale di Lingue orientali: prima in Russo nel 1931 e successivamente in Cinese, nel 1935. a partire dal 1933, lavorò nei dipartimenti di Etnologia di vari musei francesi e inglesi, tra cui il British Museum di Londra e il Museo dell'uomo di Parigi. Poco tempo dopo, per due anni, è stato responsabile delle attività del Museo dell'uomo e del Museo Nazionale di Francia in Giappone, dove si dedicò a studiare, di prima mano, la loro cultura materiale e spirituale come un etnologo, così come la loro preistoria come archeologo.
Ritornato al suo paese, è stato nominato vice curatore del Museo Guimet di Arte asiatica di Parigi tra il 1940 e il 1944. Quello stesso anno fu inviato al Castello di Valençay, per sorvegliare il mantenimento di alcune opere evacuate dal Louvre a causa della guerra, tra queste la Venere di Milo e la Nike di Samotracia. Durante la seconda guerra mondiale, partecipò alle attività della Resistenza per le quali fu decorato con la Croce della Legion d'onore.
Nel 1946, divenne vicedirettore del Museo dell'Uomo. Essendo un professore dell'Università di Lione, iniziò a sviluppare una seconda tesi di dottorato (in scienza), il cui titolo era Indizi sull'equilibrio meccanico nel cranio dei vertebrati terrestri (1954). Nel 1956 succede a Marcel Griaule, come professore di Etnologia e Preistoria presso l'Università della Sorbona; insegnò anche come professore presso il Collège de France dal 1969 al 1982, e in qualità di membro dell'Istituto di Francia. In aggiunta alla croce della Legion d'Onore, già citata, durante la sua prestigiosa carriera si guadagnò molti altri riconoscimenti, tra cui:
- Nel 1973 la Medaglia d'Oro del CNRS (Centro Nazionale per la Ricerca Scientifica francese).
- Nel 1978 il Gran Premio Nazionale di Archeologia gli è stato consegnato dal Ministero della Cultura francese.
- Nel 1979 la Medaglia d'Oro dell'Accademia dell'Architettura francese.
- Nel 1980 il Premio Internazionale della Fondazione Fyssen.
- Nel 1983, la Medaglia d'onere Henri Breuil gli è stata consegnata dalla rivista spagnola "Ars Præhistorica" dalla fondazione dell'artista e editore Alberto Estrada-Vilarrasa.

## Leroi-Gourhan e i metodi di ricerca preistorica
Nel corso dei suoi scavi in siti preistorici come la grotte des Furtins a Berzé-la-Ville (1945, Saona e Loira), la grotta musteriana di Arcy-sur-Cure (1946-1963, Yonne), la grotta di sepoltura neolitica di Le Mesnil-sur-Oger e, in particolare, con il ritrovamento magdaleniano, di Pincevent (del 1964, Seine-et-Marne),
Leroi-Gourhan contribuì a rinnovare i metodi di scavo archeologico. L'insediamento, eccezionalmente ben conservato, di Pincevent gli consentì di sviluppare lo scavo in estensione, con il metodo chiamato "decapaggio" ossia tramite uno scavo in orizzontale, seguendo la topografia dello strato archeologico, con tutte le precauzioni, osservando la stratigrafia e annotando tutti i dettagli con un ritmo molto lento: lasciando scoperte vaste aree dello stesso livello archeologico. A partire da lì, egli poteva dispiegare un'approfondita analisi spaziale di questo habitat preistorico, applicandovi inoltre alcune idee di etnologia prelevate dai suoi lunghi anni di studio degli strumenti dei popoli primitivi di oggi. Tuttavia, non pretendendo di applicare i dati attuali alla preistoria.
Leroi-Gourhan è anche il responsabile della creazione nel 1964, del concetto scientifico di catena operativa (chaîne opératoire) applicata alla tecnologia litica preistorica: è l'insieme dei passi concatenati (sequenza dinamica) che si verificano nella produzione di artefatti litici, dalla raccolta delle materie prime fino al loro abbandono, passando attraverso le diverse fasi di fabbricazione, il loro utilizzo e la loro ricostruzione (affilatura, ravvivamento...) e il loro riutilizzo, se era il caso. Le catene operative permettono di stabilire diversi stili e strategie culturali, quindi sono uno strumento concettuale di inestimabile valore in preistoria e archeologia.

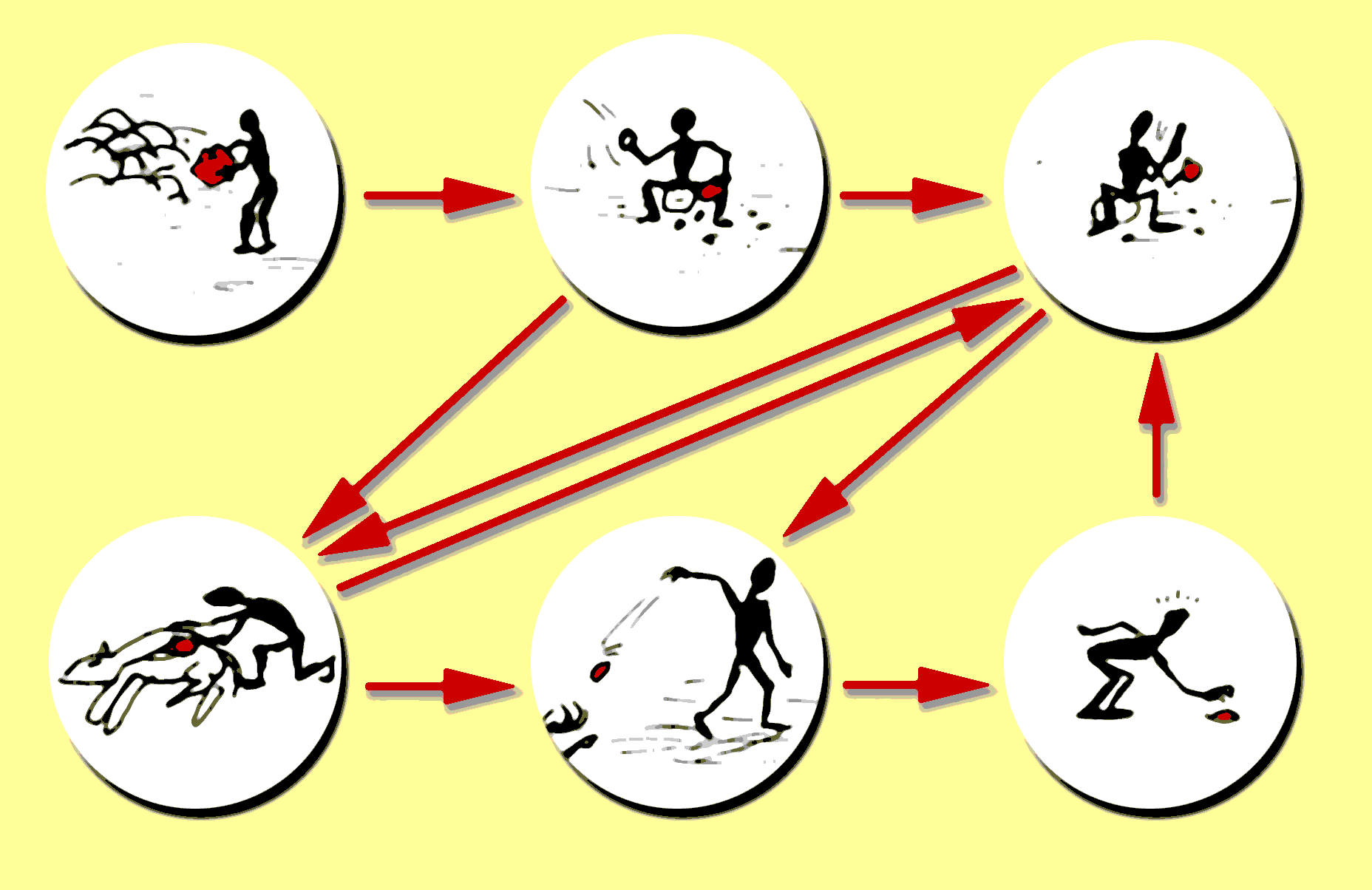
Schema base di una catena operativa

Entrambi questi contributi, e altri ancora, sono tutti diretti al paradigma fondamentale della ricerca di Leroi-Gourhan: una percezione globale dei fenomeni umani. Secondo quanto affermava lui stesso, qualsiasi ricerca deve concentrarsi sulla totalità delle manifestazioni umane, nella loro natura antropologica, nelle loro attività corporali e mentali, nelle loro produzioni orali e materiali, per tutta l'ampiezza del loro habitat (sincronia) e per la loro profondità cronologica (diacronía). Si sforzò anche di iniziare tutte le sue ricerche in maniera empirica, senza formulare teorie a priori, con un lavoro sul campo che raccoglieva tutte le informazioni possibili, con lentezza e efficacia, prima di proporre ipotesi contrastanti. Ogni dettaglio deve essere contestualizzato nel modo più ampio possibile prima di giudicare il suo valore scientifico, e poi con l'aiuto di successive ipotesi, si arriverà a una conoscenza d'«insieme». Questo approccio olistico è, come si diceva, la maggiore esigenza del suo paradigma scientifico, e spiega l'ampiezza delle sue specializzazioni: linguista, etnologo, antropologo, archeologo, semiologo, storico dell'arte...
Come discepolo di Marcel Mauss, Leroi-Gourhan è uno strutturalista in senso ampio, ma si differenzia da altri membri di questa scuola, ad esempio Claude Lévi-Strauss, per l'importanza che attribuisce al gesto tecnico e alla cultura materiale, senza diventare un materialista. D'altra parte dà una importanza fondamentale alle coordinate cronologiche, ossia storiche, di ogni fenomeno. Per questo motivo, André Leroi-Gourhan viene più spesso etichettato come uno specialista nella preistoria, che come un antropologo culturale, pur essendo entrambe le cose.

## Leroi-Gourhan nello studio dell'arte preistorica
André Leroi Gourhan, con Annette Laming-Emperaire, è responsabile di un paradigma scientifico assolutamente innovativo. Utilizzando lo strutturalismo per l'interpretazione dell'arte Paleolitica, basandosi su presupposti molto simili a quelli sviluppati nei suoi scavi. Egli decise di interpretare ogni grotta come un tutto unico, in cui è necessario stabilire, nel modo più completo possibile, le relazioni esistenti tra ciascuno dei suoi elementi. Così, cercò di riscontrare qualche tipo di disposizione latente (non evidente) tra i soggetti rappresentati.
Egli stesso realizzò il gigantesco lavoro di visitare una a una oltre settanta grotte decorate con arte rupestre, dalla Spagna agli Urali, datate dai 30000 ai 10000 anni di età. Rilevò che in quasi tutte si poteva stabilire una precisa organizzazione dello spazio decorato: che non esisteva un modello nelle relazioni di vicinanza o lontananza delle figure, e della loro posizione rispetto alla topografia delle grotte in cui si trovano. La sua conclusione fu una interpretazione simbolica della rappresentazione di ciascuna delle immagini come segni binari che si oppongono, si alternano e si completano. Per Leroi-Gourhan questi elementi erano il maschile e il femminile.
|  |  |

Un secondo lavoro fondamentale in questo campo fu il tentativo di stabilire una cronologia dell'arte Paleolitica franco-spagnola diversa da quella proposta dall'Abate Breuil. A questo proposito, stabilì una successione di cinque stili, con lunghe transizioni tra di loro, caratterizzati in generale da un andamento lineare, che tuttavia, non concordano con la divisione tradizionale della produzione del Paleolitico Superiore. Ciascuno di questi periodi, secondo quanto avvisa l'autore, dovrebbe essere considerato come una semplice approssimazione:
1. Il Periodo Prefigurativo, che si manifesta almeno dal Musteriano per mezzo di tracce allineate o cupole.
2. Il periodo dello Stile I, che si svolge durante l'Aurignaziano, per fondersi con lo Stile II durante il Gravettiano
3. Il periodo dello Stile II, che è Gravettiano-Solutreano
4. Il periodo dello Stile III, che emerge durante il Solutreano e comprende il Magdaleniano inferiore.
5. Il periodo dello Stile IV, che si articola strettamente con il recente stile III, riguarda due sottoperiodi, il Magdaleniano medio e il Magdaleniano superiore.

André Leroi-Gourhan è un esempio nel campo della ricerca, in quanto sta nel centro, giusto nel mezzo tra quelli che si dedicano all'accumulazione maniacale dei dati e quelli che si lasciano sedurre da una proliferazione speculativa di teorie troppo fantasiose. Nessuno dei suoi numerosi allievi è stato capace di sfuggire alla specializzazione che lui non ha mai avuto, senza che questo potesse alterare la profondità delle sue ricerche. Attualmente molte delle sue idee sono discusse e discutibili, però tutti manifestano un profondo rispetto per il suo prezioso lavoro scientifico.

## Frasi celebri
- È, ancora, estremamente salutare che la scienza dell'essere umano sia la più interdisciplinare di tutte le discipline[7]
- Dal momento che l'essere umano non può parlare per sé stesso quando è assente o morto, o per la mancanza di documenti, vi sono ancora due testimonianze: quella dell'arte e quella della tecnica[8]
- ... e, tuttavia, la preistoria non è collezionare sassi di pietra, come la botanica non è raccogliere le verdure per l'insalata[9]
- La verità è che tutti i resti umani scoperti in un secolo di ricerche in tutta Europa occupano molto poco spazio. Riguardo all'imballaggio, potremmo dire che una borsa da weekend conterrebbe tutti i resti anteriori alla glaciazione di Riss e Würm; un baule sarebbe più che sufficiente[10]
- Mi piacerebbe pensare che la sua prima invenzione, la sua prima condizione di sopravvivenza, sia stata l'umorismo. Se non l'avesse avuto, sarebbe stata probabilmente la creatura più miserabile che si possa immaginare (riferendosi all'uomo)[11]
- Il miglior archeologo è, nonostante tutto, un vandalo che distrugge il suo documento consultandolo[12]

## Opere

### Opere in francese
- La civilisation du Renne, Parigi, Gallimard (collezione « Géographie humaine »), 1936, 178 p.
- Documents pour l'art comparé d'Eurasie septentrionale, Parigi, Éditions d'art et d'histoire, 1943, 99 p.
- L'homme et la matière. Évolution et techniques, I, Parigi, Albin Michel, 1943, 367 p.
- Milieu et techniques. Évolution et techniques, II, Parigi, Albin Michel, 1945, 512 p.
- Archéologie du Pacifique Nord, Parigi, Institut d'Ethnologie (« Travaux et mémoires de l'Institut d'Ethnologie », t. 47), 1946, 542 p.
- « Cinéma et sciences humaines. Le film ethnologique existe-t-il ? » Revue de géographie humaine et d'ethnologie, nº 3, 1948, pp. 42–50.
- « Note sur l'étude historique des animaux domestiques » in Livre jubilaire offerto a Maurice Zimmermann, Lyon, imprimerie Audin, pp. 379–388, riedizione in Le Fil du temps, Parigi, A. Fayard, 1983.
- « Notes pour une histoire des aciers », Techniques et civilisations, vol. 2, fasc. 7, 1951, pp. 4–11, (riedizione in Le Fil du temps, Parigi, A. Fayard, 1983).
- « Sur la position scientifique de l'ethnologie », Revue philosophique, ott.-dic. 1952, pp. 506–518.
- « L'homme », Encyclopédie clartés, Parigi, 1956 (vol. 4 bis) (Préface, l'évolution humaine, la vie esthétique, le domaine de l'esthétique.)
- « L'histoire sans texte: ethnologie et préhistoire », L'Histoire et ses méthodes, Parigi, Gallimard (Encyclopédie de la Pléiade), 1961, pp. 217–249.
- « Apparition et premier développement des techniques », Histoire générale des techniques. I, Les Origines de la civilisation technique, Parigi, p.u.f., 1962, pp. 1–74.
- « Matérialisme et sciences humaines », « Science et matérialisme », Recherches et débats, nº 41, Parigi, Fayard, 1962, pp. 135–143.
- Prefazione a « Haleine, trois aspects d'une commune de l'Orne », par J. Gutwirth, N. Echard et J.-C. Muller, Études rurales, nº 11, ott.-dic. 1963, pp. 5–6.
- Les religions de la Préhistoire, Parigi, p.u.f., 1964, 155 p.
- Le Geste et la Parole. I, Technique et Langage, Parigi, A. Michel, (coll. Sciences d'aujourd'hui), 1964, 323 p.
- Le Geste et la Parole II. La Mémoire et les rythmes, Parigi, A. Michel, (coll. Sciences d'aujourd'hui), 1965, 285 p.
- Préhistoire de l'art occidental, Parigi, Mazenod (coll. L'art et les grandes civilisations), 1965, 480 p.
- La Préhistoire (con la coll. di G. Bailloud, J. Chavaillon e altri), Parigi, p.u.f. (coll. Nouvelle Clio), 1966, 366 p.
- « L'expérience ethnologique » in Ethnologie générale (J. Poirier éd.), Parigi, Gallimard (Encyclopédie de la Pléiade), 1968, pp. 1816–1825.
- L'art sans écriture, Institut d'ethnologie, Parigi, 1968, polycopié, 26 p.
- Observations technologiques sur le rythme statuaire, in Échanges et Communications (Mélanges offerts à C. Lévi-Strauss), la Haye, Mouton, pp. 658–676.
- Préface à L'Aubrac. Tome I, Géographie, agronomie, sociologie économique, Parigi, Éd. du c.n.r.s. 1970, pp. 9–10.
- « Fouilles de Pincevent. Essai d'analyse ethnographique d'un habitat magdalénien (la section 36) », settimo supplemento a Gallia-Préhistoire (in collaborazione con M. Brézillon, F. David e altri), 1972 (2 vol.) (331 p).
- Les Racines du monde. Intervista con Claude Henri Rocquet, Belfond, 1982, 256 p.
- Le Fil du temps. Ethnologie et préhistoire 1920-1970, Parigi, A. Fayard, 1983, 380 p.
- Dictionnaire de la Préhistoire - Parigi, Presses Universitaires de France, 1988
- Un voyage chez les Aïnous (con Arlette Leroi-Gourhan), Parigi, Albin Michel, 1989, 156 p.

### Opere in italiano
- Gli uomini della preistoria - Feltrinelli - 1961 - ISBN 88-07-80374-7
- Il gesto e la parola. Tecnica e linguaggio. La memoria e i ritmi - Einaudi - 1977 - ISBN 88-06-46474-4
- I più antichi artisti d'Europa. Introduzione all'arte parietale paleolitica - Jaca Book - 1983 - ISBN 88-16-63003-5
- Meccanica vivente. Il cranio dei vertebrati dai pesci all'uomo - Jaca Book - 1986 - ISBN 88-16-40158-3
- Le radici del mondo. Dalla ricerca preistorica uno sguardo sulla totalità dell'uomo - Jaca Book - 1986 - ISBN 88-16-40177-X
- Le grandi tappe della preistoria - con Breuil Henry e Coppens Yves - Jaca Book - 1987 - ISBN 88-16-40191-5
- Il filo del tempo. Etnologia e preistoria - La Nuova Italia - 1993 - ISBN 88-221-1269-5
- Le religioni della preistoria. Paleolitico - Adelphi - 1993 - ISBN 88-459-0973-5
- L'uomo e la materia - Jaca Book - 1993 - ISBN 88-16-40335-7
- Ambiente e tecniche - Jaca Book - 1994 - ISBN 88-16-40358-6